# Giambattista Spinola (cardinale 1646)
Giambattista Spinola detto il Giovane (Genova, 4 agosto 1646 – Roma, 19 marzo 1719) è stato un cardinale italiano.

## Biografia

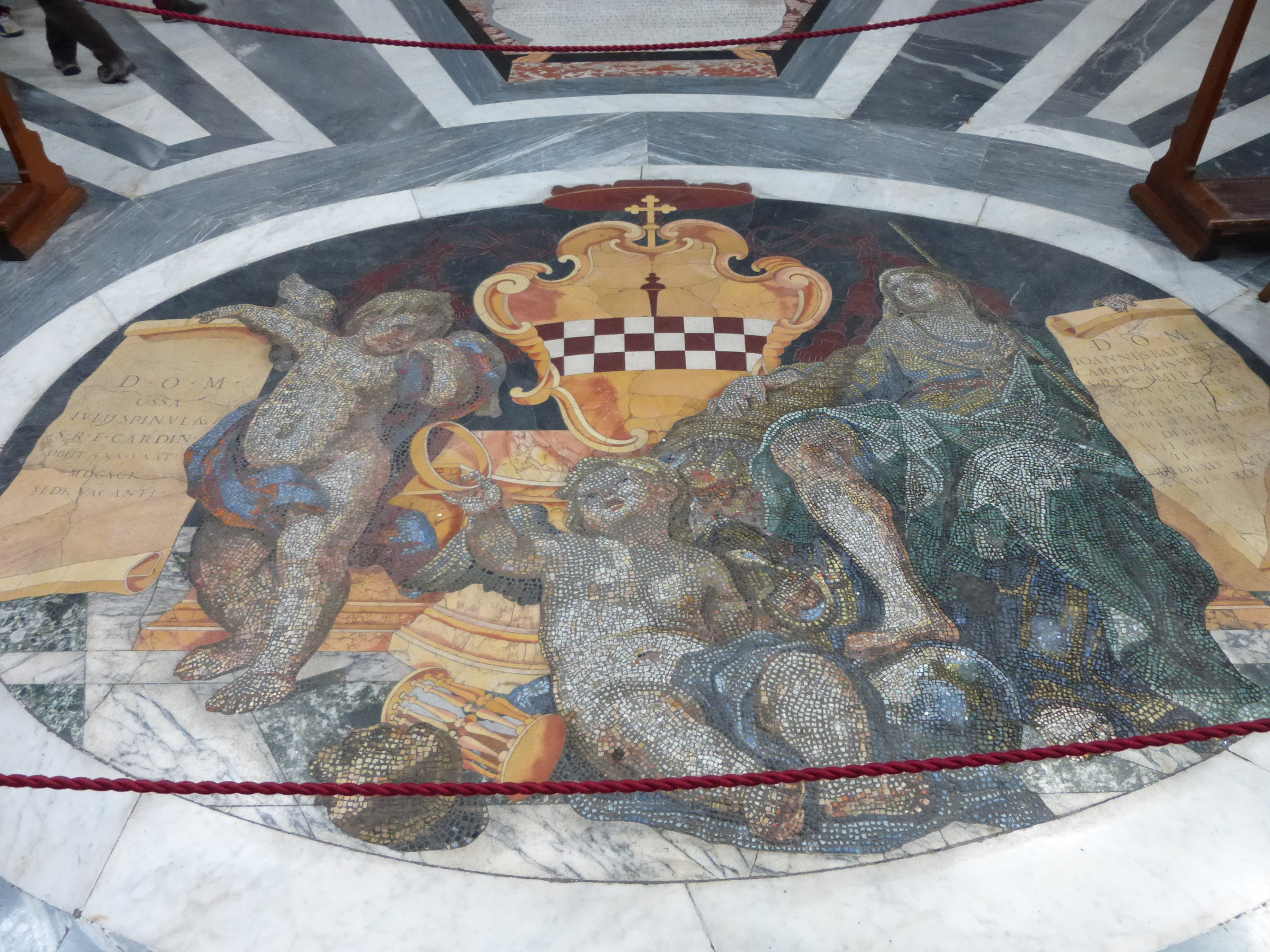
Tomba dei cardinali Giulio e Giambattista Spinola in Sant'Andrea al Quirinale

Nipote dei cardinali Giulio Spinola e Giambattista Spinola (detto il vecchio proprio per non essere confuso con il nipote), nel 1665 si trasferì con lo zio presso la nunziatura in Austria; fu nominato dall'imperatore Leopoldo I ciambellano d'onore e Cavaliere della chiave d'oro.
Trasferitosi a Roma fu relatore del sottocomitato della Sacra Consulta e, sotto il pontificato di papa Clemente X governatore di Tivoli, Fano, ed Ascoli tra il 1670 ed il 1676. Dal 28 febbraio 1688 fu precettore dell'arcispedale di Santo Spirito in Sassia. Dal 12 ottobre 1689 fu segretario della Sacra Consulta. Dal 28 luglio 1691 al 12 dicembre 1695 fu governatore di Roma e vice-camerlengo di Santa Romana Chiesa e referendario dei tribunali della Segnatura apostolica e di Grazia e Giustizia.
Fu creato cardinale diacono nel concistoro del 12 dicembre 1695 da papa Innocenzo XII che dovette concedergli una dispensa essendo già suo zio membro del collegio cardinalizio e non avendo ancora ricevuto neppure gli ordini minori; fu pubblicato il 2 gennaio 1696 della diaconia di San Cesareo in Palatio. L'11 gennaio 1696 ricevette tutti i gradi dell'ordine sacro senza intervalli di tempo tra di essi grazie ad una dispensa; già nel 1694 era stato nominato arcivescovo di Genova, incarico che mantenne fino al 1705. Fu legato a Bologna dal 25 febbraio 1697. Il 24 novembre 1698 fu nominato camerlengo di Santa Romana Chiesa, incarico che mantenne fino alla morte. Scelse come suo segretario, il canonico Cesare Antonio Vergara, celebre numismatico lucano, autore del libro: Monete del regno di Napoli da Roggiero primo re fino all'augustissimo regnante Carlo VI imperadore, e II re cattolico.
Partecipò al conclave del 1700 che portò all'elezione di papa Clemente XI. Il 25 gennaio 1706 optò per l'ordine presbiterale e la sua diaconia fu elevata a titolo pro illa vice.
Morì il 19 marzo 1719 nel suo palazzo romano a causa della podagra. Le sue spoglie furono esposte nella basilica dei Santi XII Apostoli dove il si tennero i funerali il successivo 22 marzo; fu sepolto nella tomba del cardinale Giulio Spinola, nella chiesa di Sant'Andrea al Quirinale